# Skrädeberg
Skrädeberg är en fastighet som ligger vid Vätterns strand söder om Ödeshög i Ödeshögs socken i Ödeshögs kommun, Östergötland.
Namnet Skrädesberg (Skreberg) nämns första gången 1535 enligt ortnamnsarkivet.
Vid arkeologiska utgrävningar har fyra gravar, sannolikt från äldre järnåldern, två stensättningar, en rest sten och en kantställd häll påträffats.

## Skiftesförrättningar
Storskifte genomfördes 1802.

## Eriksgatan
Eriksgatans sista sträcka i Östergötland följde Västra Holavägen via Ödeshög – Sväm - Stockseryd – Skrädeberg – Sunneryd – Hårstorp – Holkaberg och över Stavabäcken som utgjorde gräns mot Småland.